# Бретань в филателии
Бретань в филателии — отражение бретонской темы в филателии, которое можно найти на совокупности почтовых марок и других филателистических материалов, посвящённых Бретани (брет. Breizh) или связанных с ней. К ним, в первую очередь, относятся местные выпуски, появлявшиеся в XX веке, которые, как правило, имеют непочтовый, пропагандистский характер либо являются фиктивными, за исключением выпусков Сен-Назера (1945).

Почтовый конверт Франции, отправленный 18 ноября 1903 года из Нанта в Париж и франкированный официальной почтовой маркой и маркой регионалистов Бретани

## Местные выпуски

### Сепаратистские марки
В начале XX века Федерация регионалистов Бретани обратила свой взор на филателию как средство пропаганды идеи отделения этой области от Франции. В 1903 и 1904 годах, по случаю ежегодных съездов этой сепаратистской организации, делались эмиссии пропагандистских марок (виньеток). Их предполагалось использовать для наклеивания на почтовые конверты рядом с официальными французскими почтовыми марками, в целях давления с помощью таких писем на членов парламента Франции.

Виньетка с рисунком выпуска 1903 года

Первый выпуск имел номиналы в 5 и 15 сантимов. Рисунок марок содержал кельтскую арфу, два хвостика горностая (элемент герба и флага Бретани), крест и надписи на бретонском языке «Breiz» («Бретань») и «Unvaniez» («Союз»).
На марке второго выпуска 1904 года изображён Святой Гервей, слепой покровитель Бретани, с волком-поводырём. Надпись под его изображением указывает на место и год проведения второго съезда регионалистов: «Gourin / 1904» («Гурен / 1904»).
Непонятными остаются происхождение и время выпуска ещё двух виньеток красного и жёлтого цвета, на которых снова воспроизведены 5- и 15-сантимовые марки 1903 года. На полях виньеток имеется надпись: «Breiz da virviken / Bretagne» («Бретань навсегда / Бретань»).

### Вторая мировая война

#### Марки Освобождения
В ходе освобождения Франции от оккупационных войск Германии в 1944—1945 годах на освобождённых территориях производились различные надпечатки на марках правительства Виши. Во многих случаях надпечатки представляли собой лотарингский крест (эмблема Свободной Франции) и буквы «RF» (от фр. «République française» — «Французская Республика»).
Подобные марки существуют и для Бретани, которая была освобождена войсками союзников в августе—сентябре 1944 года. Однако точные даты этих выпусков неизвестны. Надпечатки, сделанные на французских марках на бретонском языке, гласят:
- «Breiz Unan» («Бретань единая»; с хвостиком горностая),
- «Trec’h Breiz» («Бретань победившая»; с лотарингским крестом),
- «Breiz disgavret» («Выпущено Бретанью»; надпечатка располагается по диагонали)[5].

| Марки Франции с надпечатками Бретани (1944)         | Марки Франции с надпечатками Бретани (1944)                |
| --------------------------------------------------- | ---------------------------------------------------------- |
|                                                     |                                                            |
| «Breiz Unan» («Бретань единая») и хвостик горностая | «Trec’h Breiz» («Бретань победившая») и лотарингский крест |

Официально эти марки считаются частными коммеморативными патриотическими выпусками, не утверждёнными и не признанными почтовой администрацией Франции или местными французскими властями. Тем не менее, по некоторым данным, они встречаются и на прошедших почту конвертах того времени.

Марки Франции с благотворительной надпечаткой в пользу Бреста (1944)

Аналогичного частного характера надпечатки на марках Франции и на французском языке были произведены в марте 1944 года для бретонского Бреста, на этот раз с благотворительной целью:
- «R F Pour les SINISTRES BREST 1944 + 2 Fr» («Французская Республика для убытков Бреста 1944 +2 франка»),
- «BREST POUR LES SINISTRES 5,-» («Брест для убытков 5 франков»)[5].

Тиражи бретонских и брестских военных выпусков неизвестны.

#### Выпуски Сен-Назера
При наступлении союзников в Сен-Назере оказалась отрезанной большая группировка немецких войск, которая оставалась там в период с 19 августа 1944 по 8 мая 1945 года. При израсходовании почтовых марок местная почтовая служба прибегала к использованию франкотипов, а также к выпускам почтово-налоговых марок (в виде надпечаток на французских марках и в виде отдельных наклеек) и провизориев Торговой палаты Сен-Назера. При освобождении в мае 1945 года на этих выпусках делалась надпечатка «LIBERATION» («Освобождение»).

### Спекулятивные выпуски
В 1960-х годах на филателистическом рынке появились новые марки якобы от имени Бретани, выпущенные в ущерб коллекционерам. Это были спекулятивные марки на конверте первого дня от 24 декабря 1962 года, под видом эмиссии «Бретань — Европа» («Breiz Europa»), будто бы сделанной в рамках программы совместных выпусков европейских стран под эгидой CEPT. Предполагается, что этот конверт с тремя 25-сантимовыми марками был предназначен не в последнюю очередь для привлечения в регион туристов.

Конверт первого дня, франкированный тремя марками «Бретань — Европа» («Breiz Europa») от имени региона Бретань (24 декабря 1962)

Ещё один спекулятивно-фантастический выпуск был изготовлен в 1963 году в виде марочного рулона и памятного блока. Он представлял собой серию марок с дизайном пропагандистского выпуска 1904 года, номиналами в 5, 10, 20 и 50 сантимов и надписями рождественской тематики и «Breiz Europa». Судя по этим надписям, данная серия и блок были подготовлены для продажи коллекционерам рождественских марок и выпусков «Европа».

### Филателистическая ценность
Филателистическое значение бретонских марок, кроме эмиссий Сен-Назера, спорно. На веб-сайте Клуба коллекционеров Чикаго все марки с надписями «Breiz» рассматриваются как фиктивные виньетки (англ. bogus labels for French province), а таковые с надписью по-французски «Bretagne» — в качестве фальшивого выпуска (bogus issue).
В то же время военные надпечатки для Бретани являются предметом изучения французских филателистов в рамках общей темы «Почтовые марки освобождения Франции». Им посвящены исследовательские публикации в журнале «Французская филателия».
В специальных французских каталогах стоимость марок Бретани и Бреста военного времени может составлять от 50 до 60 евро за штуку. При этом марки, наклеенные на конверты, которые прошли почту, ценятся, как правило, на 5—10 евро дороже.

## Другие филателистические материалы

### Почтовые марки
Бретонскую тему в филателии развивали и продолжают пополнять почтовые ведомства и компании ряда стран. Наиболее «плодовитой» в этом плане является, конечно же, Франция. В 2008 году почтовым ведомством острова Мэн издавался набор из восьми почтовых миниатюр по случаю 38-го фестиваля кельтской культуры «Festival Interceltique de Lorient». Одна из марок, с бретонским флагом, была посвящена Бретани. В США компания Zazzle продаёт персонифицированные почтовые марки со штрихкодом под названием «Brittany Stamp» и фр. «Timbre de Bretagne» («Марка Бретани»), которые можно приобрести онлайн для франкирования почтовой корреспонденции по согласованию с Почтовой службой США. На одной из этих марок помещён кельтский символ трикветр, а на другой — фотопейзаж бретонского побережья.

### Непочтовые марки
Помимо почтовых марок, имеются непочтовые виньетки (артимарки), связанные с бретонскими сюжетами. Например, иллюстратор из Сан-Франциско Адам Маккоули (англ. Adam McCauley) поместил одного из персонажей бретонской мифологии на марку с надписью «Brittany», которая является частью выполненного им малого листа «Monster Stamps» («Марки с монстрами») в книге «The Monsterologist» («Монстеролог») Бобби Каца (Bobbi Katz). Этот артимарочный малый лист был удостоен золотой медали на ежегодной выставке Общества иллюстраторов в Нью-Йорке в 2009 году.

### Открытки
Книготорговец Леон Бенардо из местечка Комчи в Бретани претендует на изобретение и издание в ноябре 1870 года первой иллюстрированной почтовой карточки (открытки). Её идея пришла к Бенардо во время франко-прусской войны, когда ему попалась в руки солдатская самодельная почтовая карточка. Дело в том, что солдаты, за неимением бумаги и конвертов, вырезали из картона маленькие прямоугольники, разрисовывали их и отправляли по почте. Отвечая на появившийся спрос в подобной почтовой продукции, Бенардо начал выпускать иллюстрированные открытки.
За всю историю филокартии накопилось множество открыток с видами Бретани; из них особый филателистический интерес представляют целые и цельные вещи, погашенные штемпелями бретонских почтовых отделений.

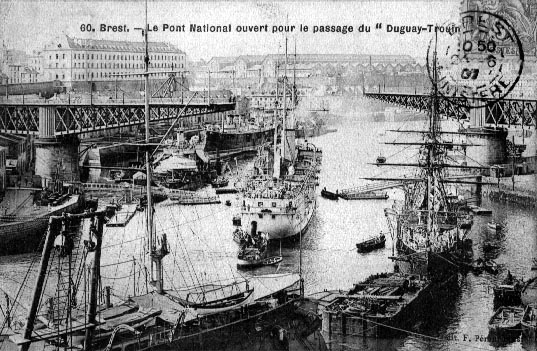
Военная гавань Бреста. Целая вещь: иллюстрированная почтовая карточка Франции (1901), франкированная почтовой маркой и помеченная штемпелем Бреста